# Beilschmiedia berteroana

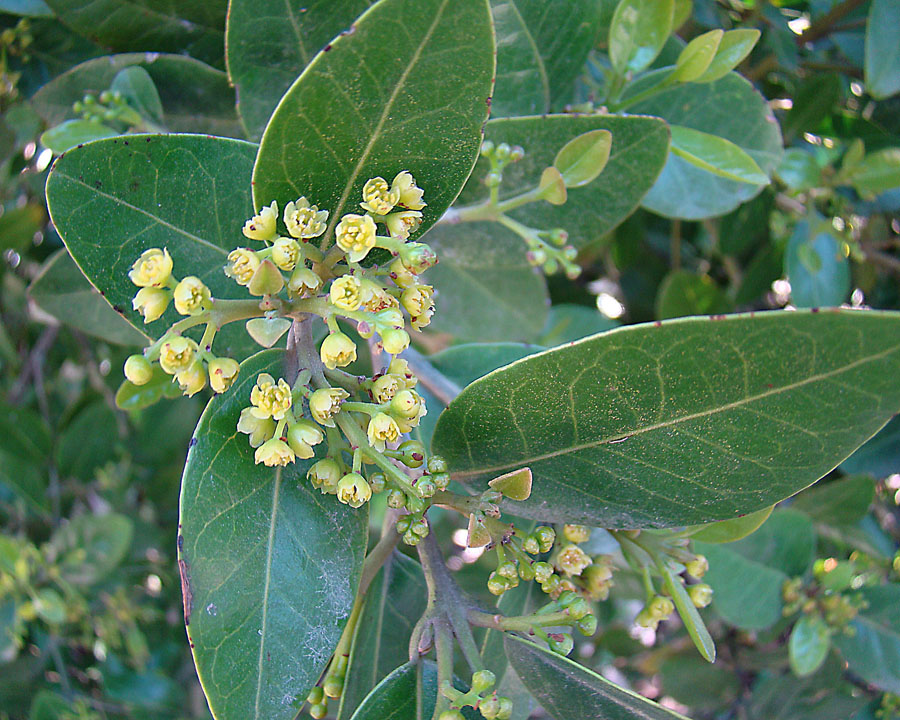
Inflorescències

Beilschmiedia berteroana és una espècie de planta de la família de les Lauràcies, endèmica de Xile. És un arbre perenne que es troba a vessants pronunciades d'exposició sud, trencades profundes, o bé com a protecció per a una capa densa de vegetació, sota grans arbres, amb una filtració del 40 - 80%. És una espècie que té un ús ornamental.